# White River (Ontario)
White River ist eine Gemeinde in der Provinz Ontario, Kanada.
Die Gemeinde wurde 1885 als Arbeitersiedlung der Canadian Pacific Railway gegründet.
Seit dem Jahr 1961 ist White River auch über den Highway 17, Trans-Canada Highway, erreichbar.
Bis zum Jahr 2007 war die lokale Forst- und Papierindustrie (Domtar) der größte Arbeitgeber.

## Klima
Die Gemeinde bewirbt sich selbst als „den kältesten Ort Kanadas“. Dies ist jedoch nicht wahr, da am Yukon bereits deutlich tiefere Temperaturen gemessen wurden.